# Corapipo
Genre
Corapipo est un genre d'oiseaux de la famille des Pipridae.

## Liste des espèces
Selon la classification de référence du Congrès ornithologique international (version 6.4, 2016) :
- Corapipo altera Hellmayr, 1906 — Manakin à fraise
  - Corapipo altera altera Hellmayr, 1906
  - Corapipo altera heteroleuca Hellmayr, 1910
- Corapipo gutturalis (Linnaeus, 1766) — Manakin à gorge blanche
- Corapipo leucorrhoa (Sclater, PL, 1863) — Manakin orné